# Хоравари
Хорава́ри (рос. Хоравары, чув. Хуравар) — присілок у складі Аліковського району Чувашії, Росія. Входить до складу Таутовського сільського поселення.
Населення — 129 осіб (2010; 148 у 2002).
Національний склад:
- чуваші — 98 %